# Dennis Villanueva
Dennis Jaramel Villanueva (* 28. April 1992 in Rom) ist ein philippinisch-italienischer Fußballspieler.

## Karriere

### Verein
Dennis Villanueva erlernte das Fußballspielen in der Jugendmannschaft von Lazio Rom in der italienischen Hauptstadt Rom. Seinen ersten Vertrag unterschrieb er Mitte 2012 bei AS Ostiamare Lido Calcio. Der Verein spielte in der vierten italienischen Liga, der Serie D. Im August 2014 wechselte er auf die Philippinen. Hier schloss er sich dem Global FC an. Mit dem Verein aus Makati City spielte er in der ersten Liga, der United Football League. 2016 gewann er mit Global den UFL Cup. Ein Jahr später wurde er mit dem Verein Vizemeister. 2018 unterschrieb er einen Vertrag beim Ligakonkurrenten Davao Aguilas in Tagum. Nachdem der Verein bekanntgab, dass man sich aus dem Ligabetrieb zurückziehen werde, wechselte er 2019 zu Ceres-Negros FC, dem heutigen United City FC. Mit dem Verein aus Bacolod City feierte er 2019 und 2020 die philippinische Meisterschaft. Den PFL Cup gewann er mit dem Klub 2019. Das Endspiel gegen Kaya FC-Iloilo gewann man mit 2:1. Ende 2020 zog es ihn nach Thailand. Hier unterschrieb er einen Vertrag beim Nakhon Ratchasima FC. Der Verein aus Nakhon Ratchasima spielte in der ersten Liga des Landes, der Thai League. Bis Saisonende 2022 spielte er 38-mal in der ersten Liga. Im Juli 2022 unterschrieb er einen Vertrag beim Ligakonkurrenten PT Prachuap FC. Dort absolvierte er bis zur folgenden Winterpause elf Partien und kehrte dann zum Nakhon Ratchasima FC zurück. Am Ende der Saison 2022/23 musste er mit Korat in die zweite Liga absteigen. Für Korat bestritt er in der Rückrunde 13 Erstligaspiele. Nach dem Abstieg wurde sein Vertrag im Sommer 2023 nicht verlängert. Anfang August 2023 unterschrieb er einen Vertrag beim ebenfalls in der ersten Liga spielenden Police Tero FC. Am Ende der Saison 2023/24 belegte er mit Police Tero den 15. Tabellenplatz und musste somit in die zweite Liga absteigen.

### Nationalmannschaft
Dennis Villanueva absolvierte von 2015 bis 2018 fünfzehn Partien für die philippinische A-Nationalmannschaft. 2016 nahm er mit der Mannschaft an der Südostasienmeisterschaft teil, schied dort aber schon in der Vorrunde aus.

## Erfolge
Global FC
- UFL Cup: 2016

Ceres-Negros FC/United City FC
- Philippines Football League: 2019, 2020
- PFL Cup: 2019